# Крушевско-Демирхисарска епархия
Крушевско-Демирхисарската епархия (на македонска литературна норма: Крушевско-демирхисарска епархија) е епархия на Македонската православна църква, разположена на територията на Северна Македония с център в градчето Крушево. Обхваща териториията на община Крушево и Демир Хисар.

## История
Епархията е създадена на 20 юни 2023 година при интеграцията на Православната охридска архиепископия в Македонската православна църква. Епархията е обособена на територията на Крушевско-демирхисарското архиерейско наместничество на Преспанско-Пелагонийската епархия. Начело на епархията стои митрополит Йоан Крушевско-Демирхисарски.

## Енории
- Първа крушевска енория
- Втора крушевска енория
- Демирхисарска енория
- Сопотничка енория
- Слепчанска енория
- Бучинска енория

## Манастири
- „Свети Йоан Кръстител“, село Слепче, Демир Хисар;
- Журечкият манастир „Свети Атанасий“, село Журче, Демир Хисар.